# Cité scolaire Niépce-Balleure
La cité scolaire Niépce-Balleure est un regroupement de deux lycées publics, l'un général et technologique, le lycée polyvalent Nicéphore Niépce, l'autre professionnel, le lycée Julien de Balleure. Le GRETA 71 est également installé en ces lieux. Elle est située sur le territoire de la commune de Chalon-sur-Saône dans le département français de Saône-et-Loire et la région Bourgogne-Franche-Comté.
Le nom fait référence à Nicéphore Niépce, inventeur de la photographie à quelques kilomètres de Chalon-sur-Saône, et à Pierre de Saint-Julien de Balleure, célèbre historien bourguignon de la Renaissance décédé à Chalon-sur-Saône.

## Histoire
Les origines du lycée remontent à 1836 et la loi Guizot de 1833 qui obligeait les villes importantes à ouvrir une « École primaire supérieure ». Mais un manque de financement se fait sentir et ne restent plus que trois élèves en 1881. Deux ans plus tard, Edgar Paillard, directeur de l’École primaire du centre demandera la création d'une école, et le 13 décembre 1884, un arrêté ministériel crée l'École Primaire Supérieure de Chalon, reconnue par l'état et gratuite grâce aux lois de Jules Ferry et les fonds du conseil municipal chalonnais. Le 28 avril 1891 est créée l'École Nationale de Perfectionnement, aussi appelée École Professionnelle, en trois ans et prendra le nom « d'École Primaire Supérieure et Professionnelle » et sera financée exclusivement par des acteurs économiques locaux. En 1910, année du départ en retraite d'Edgar Paillard, seize professeurs font cours à 200 élèves.
En 1922, l'École Primaire Supérieure et Professionnelle est divisée en deux parties autonomes : une première consacrée à l'enseignement général, nommée « École Primaire Supérieure », mais qui disparaitra en 1939, et une seconde consacrée à la formation technique nommée « École Pratique du Commerce et de l'Industrie » (EPCI). La place venant à manquer dans les locaux, des terrains sont achetés avenue Boucicaut, à l'actuel emplacement de la Cité scolaire. Après le début des travaux, l'État rachète les terrains et termine le projet.
La loi de finances de 1930, crée à la place de l’École pratique (EPCI), une École nationale professionnelle (ENP).
1932 marque le début des travaux de construction du célèbre bâtiment rose qui ouvrira ses portes en octobre 1934. Le nom de Nicéphore Niépce sera donné par la mairie en 1933, lors du centenaire de la mort de ce dernier. À la rentrée 1936, 650 élèves font partie de l'établissement, principalement originaires des environs.
L'École devient en 1962 un Lycée Technique d'État, et le premier BTS est créé la même année. De nouveaux locaux seront érigés durant les années 1960. Le collège d'enseignement Technique est renommé Lycée Julien de Balleure en 1973.

## Protection au titre des Monuments historiques
Le bâtiment principal fait l'objet d'une inscription au titre des monuments historiques depuis le 4 octobre 2012.
Cette inscription est justifiée par les particularités du bâtiment, orné en façade de reliefs illustrant les enseignements dispensés dans l’établissement (par les sculpteurs Jan et Joël Martel). Les dispositions intérieures ont en outre conservé des éléments d’origine, notamment le hall et l’escalier principal avec leurs mosaïques et carreaux de verre.

## Formations
L'établissement est un lycée polyvalent dispensant un enseignement général, technologique et professionnel. Il débouche sur les diplômes de fin d'études secondaires suivants :
- baccalauréat général (à dominance scientifique) :
  - spécialités disponibles (trois à choisir pour l'année de Première, une à abandonner en Terminale) :
    - mathématiques ;
    - numérique et sciences informatiques ;
    - sciences de la vie et de la Terre ;
    - sciences de l'ingénieur ;
    - humanités, littérature et philosophie ;
    - physique-chimie ;

  - section européenne :
- baccalauréat technologique :
  - sciences et technologies de l'industrie et du développement durable (STI2D) ;
  - sciences et technologies de laboratoire (STL) spécialité (SPCL) ;
- baccalauréat professionnel :
  - plastiques et composites ;
  - technicien en chaudronnerie industrielle ;
  - maintenance des équipements industriels ;
  - métiers de l'électricité et de ses environnements connectés ;
  - systèmes numériques.

Il offre les formations post-bac suivantes :
- classe préparatoire aux grandes écoles (CPGE), classe préparatoire physique, technologie et sciences de l'ingénieur (PTSI)-PT ;
- brevet de technicien supérieur (BTS) :
  - systèmes numériques ;
  - pilotage de procédés ;
  - métiers de la chimie ;
  - conception de produits industriels ;
  - conception et réalisation de systèmes automatiques ;
  - assistance technique d'ingénieur.

Certaines formations peuvent être suivies par apprentissage ou formation continue.

## Direction actuelle
La direction de la cité scolaire est composée de :
- un proviseur ;
- un gestionnaire - agent comptable ;
- deux proviseurs adjoints ;
- deux directeurs délégués ;
- trois conseillères principales d'éducation.